# Марион (Индијана)
Марион (енгл. Marion) град је у америчкој савезној држави Индијана.

## Демографија
По попису из 2010. године број становника је 29.948, што је 1.372 (-4,4%) становника мање него 2000. године.
| Група             | 2000.          | 2010.          |
| Белци             | 24.381 (77,8%) | 22.704 (75,8%) |
| Афроамериканци    | 4.878 (15,6%)  | 4.406 (14,7%)  |
| Азијати           | 214 (0,7%)     | 221 (0,7%)     |
| Хиспаноамериканци | 1.128 (3,6%)   | 1.656 (5,5%)   |
| Укупно            | 31.320         | 29.948         |